# 佐伯りさのとっておき!
『佐伯りさのとっておき!』（さいきりさのとっておき）は、2008年10月5日から2009年3月29日まで南海放送で放送されていたラジオ番組である。パーソナリティは、南海放送アナウンサーの佐伯りさが務めていた。

## 放送時間
いずれも日本標準時。
- 日曜 8:00 - 12:00 （2008年10月5日 - 2008年10月26日）
- 日曜 7:55 - 09:45 （2008年11月2日）
- 日曜 7:55 - 12:00 （2008年11月9日 - 2009年3月29日）

## タイムテーブル
データは、番組公式ブログに記載されていた「タイムスケジュール」からの参考。
- 08:00 オープニング
- 08:10 録音風物誌
- 08:20 イベント情報
- 08:25 ちょっと森林のはなし
- 08:40 おはよう!ニッポン全国消防団
- 08:55 愛媛新聞ニュース
- 09:00 今週のボサノヴァ
- 09:15 ザ・VOICE
- 09:45 週刊さわやか愛媛
- 09:55 愛媛新聞ニュース
- 10:00 加戸さんの今日もあなたと
- 10:15 マホラマ。学園 朝の会
- 10:30 日曜はエコしょ!
- 10:40 とっておき！MUSIC DATE FILE
- 10:55 愛媛新聞ニュース
- 11:00 めぐり逢った人
- 11:20 おかデリの穴
- 11:30 愛媛新聞ニュース
- 11:35 ラジオエッセイ〜くめさんの空〜
- 11:55 愛媛新聞ニュース
- 11:59 エンディング

## コーナー
加戸さんの今日もあなたと
前番組『宇都宮民のビューティフルモーニング』からの引き継ぎコーナーで、同様に愛媛県知事の加戸守行が出演していた。